# 歪みの国のアリス
『歪みの国のアリス』（ゆがみのくにのアリス）とは、サンソフト内のGセクション部が製作した携帯電話向けホラーテキストアドベンチャーゲーム。公式サイトのナイトメア・プロジェクトでダウンロードすることができる。

## 概要
不思議の国のアリスをベースとしたマルチエンディングサウンドノベルであり、登場人物についてもそれに則したものとなっている。主人公の少女・亜莉子が日常から非日常へと巻き込まれ、チェシャ猫と共にシロウサギを追いかけ、真実を知ることとなる。
全8章で第1～4章が前編、第5～8章が後編となり、前編が伏線を含んだプロローグ、後編が舞台の真実を知る完結編といった形になる。最終章まで迎えたエンディングがTRUE END、物語の結末にあたる複数のエンディングがNORMAL ENDと呼ばれている。全てのエンディングを見る事によって物語の全体像が分かるようになっている。
作中の音楽は（株）ブレインストームに外注している。

## あらすじ
放課後の自習室で目覚めた葛木亜莉子。目の前には、灰色のローブを被った男「チェシャ猫」がおり、亜莉子の事を「アリス」と呼ぶ。「さぁ、シロウサギを追いかけよう」。この一言から、亜莉子は歪んだ世界へと足を踏み入れることになる。謎のシロウサギを追いかけるその先に待つ真実とは……？

## 登場人物
葛木亜莉子（かつらぎ ありこ） / アリス
本作の主人公。16歳。夢見がちな性格だが、母子家庭で育ったためしっかりしている面もある。「歪みの国」の住人達からは大変好かれているが、「アリスの肉は極上の味」という言い伝えにより隙あらば食べられそうになるため、常に命を狙われている様な状態で物語は進行する。
4歳のときに実家で火事が起こる。父親はその際、ぬいぐるみを持ち出しに戻った亜莉子が出てこられなくなったのを助けようとして亡くなった。そのショックからか亜莉子は4歳までの記憶があまりない。母親は、亜莉子がぬいぐるみに執着したことが父親の死の原因だと考え、亜莉子を虐待するようになる。そのことは亜莉子の心身を傷つけ、トラウマになっている。
亜莉子は虐待という辛い現実から逃避するために、自分を受け入れ励ましてくれる仲間たちのいる「歪みの国」を作り出した。「歪みの国」の住人たちは、それぞれがアリスのために行動し、亜莉子の心の歪み（ストレスや苦痛など）を吸い取って肩代わりする。亜莉子はこれによって精神衛生を保っていたが、後に母親に「歪みの国」の存在を強く否定され、「歪みの国」に関する記憶を全て消してしまった。記憶を失うまでは自分のことをアリスと呼んだり、アリスと呼ばれないと返事もしない時期があったほど、「歪みの国」に依存していた。
母親が婚約者の武村を刺した現場を目撃しており、自らも母親に殺されそうになった。そのとき亜莉子は近くにあったカッターナイフを手にとり、「お母さんに殺されるくらいなら」と腹部を切って自殺を図ったが、病院に搬送され一命を取り留める。しかしあまりのショックから健忘状態に陥っており、以降この光景を思い出さないようにしていた。チェシャ猫が現れてからは様々なきっかけで記憶のかけらを見るようになり、その度に激しく動揺し怯えている。
チェシャ猫に導かれて、失った記憶、自らの真実の過去と向き合うために再び「歪みの国」に足を踏み入れることになる。亜莉子は自覚していなかったが、それは亜莉子自身の意志でもあった。シロウサギを追う道中で、徐々に凄惨な過去の記憶を取り戻していく。トゥルーエンドでは自分の真実の過去を受け入れ、「歪みの国」とも決着をつける。
上記の設定が明かされるのは物語の後半以降で、ゲーム自体は何も知らない亜莉子が不気味なキャラクターたちや凄惨な光景（過去の記憶）を目撃し、プレイヤーと恐怖を共有していくシンプルなもの。その過程で徐々に真実が明らかになっていく仕組みになっている。
重暗いバックボーンを背負っているわりに明るく、コミカルなつっこみを見せる。製作者側もこの作品が「あまり怖くない」と評価される要因の一つとして、この主人公の性格をあげている。
「2番目に好きなキャラ投票」では見事1位を獲得している。
チェシャ猫
亜莉子の目の前に突如現れた謎の男。常に深くフードを被っており、耳元まで裂けた大きな口しか見えない。灰色のフードコート（ローブ）を着て、その下は謎に満ちている（選択肢によってはフードの下を覗くことも出来る）。アリスを真実へと導く者であり、「歪みの国」では記憶の番人・ビルの次にアリスから遠い存在。亜莉子を真実へと導くために行動している。「歪みの国」の創造者である亜莉子の意思をこえることは出来ない為、「僕らのアリス、君が望むなら」と亜莉子に付き従っている（ただしあるエンディングにおいては意見を主張したり自ら行動を起こすこともある）。亜莉子を身を挺して守ったり、納得していなくても亜莉子の言うことには従順に従うなど、基本的には非常に忠実。作中で何度か亜莉子の歪みを吸い取っているような描写がある。
性格は基本的に温厚で、天然ボケなのか度々ちょっとずれた言動を見せる。しかし仲が悪い女王様に対しては、唯一好戦的な態度をとる。本人に言わせると、「猫はおいしいけど、四本足で歩く猫はおいしくない」らしい。
女王様に首を切断された後は、首と体に別れて動く。体には耳がないので言うことを聞かない。しかし「アリスを導く」という意志は共通しているようで、身体も頭同様それに則した行動をとる。
製作者側は、本来は中性的な存在にするつもりだったが、「男っぽくなってしまったのでもう男でもいいか」とコメントしており、性別はプレイヤーに一任されている。小説版では男性として描写されている。
人気投票では2位の亜莉子と圧倒的大差をつけて1位となった。
シロウサギ
青いワイシャツにグレーのスラックス(亜莉子は「父親によく似た格好」と言っている)を履いている白いウサギ。「歪みの国」の住人達の中でも特にアリスを大切にしている。傷ついた幼い亜莉子をいつも慰め、優しく接していた。亜莉子が「歪みの国」への道を閉じた後も、雪乃に姿を変えて亜莉子の傍に居続け、亜莉子の歪みを吸い上げていた。
亜莉子が母親に殺されかけ、精神崩壊を起こした夜、傷ついた亜莉子を救うために膨大な歪みを吸い取ろうと試み、ついに自分自身が歪んでしまった。歪んでしまった後のシロウサギは、アリスを思う気持ちだけが強く残り、狂気へと変貌。言葉が通じず、亜莉子のためになると思えばどんな残酷なことでも実行してしまう恐ろしい存在になってしまう。トゥルーエンドでは亜莉子の母の首を切るなど、歪んでしまったシロウサギの行動は不気味なものが多く、プレイヤーを震え上がらせた。
亜莉子の前に現れては消えるが、その際のシロウサギは実物ではなく記憶のかけらであり、姿が透けている。
辛い過去に傷ついているアリスのことをとても心配している。歪んでしまった後は、「きみを傷つけるだけの世界なら、捨ててしまって」と亜莉子に語りかけ、亜莉子を「歪みの国」に閉じ込めることが唯一亜莉子を守る手段だと信じ込んでいる。そのために亜莉子の命を肉体から引きずり出すことも厭わなかった。
狂気に支配されたシロウサギは、亜莉子が包丁を突き立てることで消滅した。その際シロウサギは歪んでいない本来の姿を見せ、自身が消える瞬間まで亜莉子を慰め続けた。
雪乃
亜莉子の幼い頃からの親友でクラスメイト。正体は亜莉子の歪みを吸い取るためにそばにいる、シロウサギ。実際に学校に通っていた訳ではなく、亜莉子が必要とした時のみ現れていた。大抵の人には姿も見えない。そのため、亜莉子のクラスメイトや担任は雪乃の存在を知らなかった。また、雪乃といる時は亜莉子の存在も認識外に置かれるため、周囲の人にはさほど奇異には映っていない。しかし、雪乃の存在を抜きにしても亜莉子が周囲からどこか浮いていたことは否めない。
葛木由里（かつらぎ　ゆり）
亜莉子の母。夫を亜莉子の所為で失ったと思っており、亜莉子につらく当たるようになるが、本心ではそのことを悔いていた。亜莉子に手を上げることを父親（亜莉子の祖父）に厳しく叱られ、亜莉子を連れて実家を出て行った。
武村を刺し、亜莉子を殺そうとした。トゥルーエンドでは、亜莉子が腹部を切って自殺を図ったショックで正気を取り戻し、シロウサギに「私がこれ以上この子を傷つけないように」自身を殺すよう懇願、シロウサギに首を裂かれたという事実が明かされている。その際、亜莉子に「ごめんね」と告げていた。
最終章では雪乃(シロウサギ)が亜莉子へのプレゼントとして持ってきた首の状態で登場する。
亜莉子に対する過激な言動はおそらく情緒不安定によるもので、内心では「どうしてこんなことになってしまったの」と自問自答を繰り返していたようだ。繊細で感受性が強く、それらは娘の亜莉子にも受け継がれている。
包帯女
顔を包帯で覆った血だらけの女。「歪みの国」の住人の中では唯一アリスに対し憎しみを抱いており、突然現れてはアリスを追ってくる。
亜莉子の母、由里であることを匂わせる描写が多々見受けられる。
葛木寿生（かつらぎ　ひさお）
亜莉子の父。亜莉子が幼い時に火事で亡くなった。家族を愛し、繊細な妻を包み込むおおらかさを備えた優しい夫であった。亜莉子の寛容さと明るさは、父親から引き継いだ部分が大きい。
武村正晴
亜莉子の母の再婚相手。
亜莉子の母に刺されて入院している。亜莉子のことを好いていて、亜莉子の母に近づいたのもそれが理由である、とでも言いたげな言動がしばしば見受けられる。
言動も胡散臭さや怪しいものが多く、隙あらば亜莉子を引き取ろうと画策しているため、和田に不信感を抱かれている（コラムでは「エロ親父」と言われた）。
本人曰く「それなりに裕福」らしい。
和田康平
亜莉子の母方の叔父。関係としては、歳のはなれた由里の弟にあたる（お互いに連れ子同士であるため、血の繋がりはない）。寿生の死後、由里と共に実家にやってきた亜莉子と一緒に暮らしていた。当時は高校生。由里と寿生にかわいがられていた。
由里と由里の父が諍いを起こすと、泣いている亜莉子の手を引き、神社の白木蓮の木に連れて行って慰めていた。亜莉子はこのエピソードの相手を康平ではなくシロウサギだったと記憶違いをしている。
由里が実家を出て行く前に、最後に彼女を見た人物であり、そのとき事態に気付けなかったことを今も悔やんでいる。
一見近寄りがたい容貌で話し方もぶっきらぼうだが、人柄は悪くない。病院から脱走した亜莉子を捜索していたにもかかわらず、亜莉子からはシロウサギと勘違いされて拒絶されるなど、色々災難の多い人。
大学の後輩が運営する探偵事務所に勤めている。
ビル
緑色の髪をしたトカゲ男の青年。舌が蛇の様に裂けている。ウェイターや警察官などの衣装を着ることもある。
「真実の番人」と呼ばれる立場を担っており、亜莉子が失った凄惨な記憶の番をし、その秘密を守っている。
裁判では、チェシャ猫と共にアリスに真実の箱を開けさせた。
女王様
首狩りの城に住む少女。ウェーブのかかった金髪のロングヘアーを持ち、ばら色のドレスを着ている。背丈より大きい大鎌を愛用。年齢は亜莉子よりいくつか下。かわいらしい声で喋る。
首が大好きで廊下には人間に限らず色々な生首を並べているが、首から下は好まないので、エントランスホールに放ったらかしている。首がないものが嫌いで、ウミガメモドキは首が甲羅の中に引っ込む為嫌っている。
アリスのことが大好きで、首を切断して手元に置こうと狙っている。チェシャ猫とは仲が良いのか悪いのか、会う度にいがみ合っている。
廃棄くん
全身カビだらけのストロベリージャムパン。熱血で情に厚い。「廃棄くん」という名前は亜莉子がつけた。
元は最高の出来のパンだったが、ウカレウサギのせいで床に落ち、汚れた彼は廃棄されることになる。しかし廃棄物になることを拒み続け、誰かに食べてもらうことを望んでいた。亜莉子のおかげで公爵夫人に食べられることになる。
「歪みの国」の住人の中では比較的まともな常識人。亜莉子ときちんと会話が噛みあう数少ないキャラクターの一人。
ハリー
話すハリネズミ。仕立て屋の下っ端。エプロンを着用している。絆創膏親方は彼の背中のはりをまち針代わりに使っている。号泣すると、針を四方八方に飛ばしてしまう。
亜莉子に「アリスの服」を与えるかわりに、腕を１本貰おうと狙っていた。
絆創膏親方
仕立て屋の主人。
亜莉子に、彼女の大きさに合わせてサイズが変わる緋色のエプロンドレス『アリスの服』を渡す。
体中絆創膏だらけなのはハリーのせい。ハリーと共に亜莉子の腕を食べようとしたが、亜莉子を助けにきたチェシャ猫によって、頭にピンクと黄色のマチ針の花を2本さかせてしまう（選択肢によってはハリーになることもある）。
公爵夫人
結婚式以来12年間、休みなく食事をとり続けている巨大な女性。
結婚の際、公爵さまに「なんでも言うことを聞く」という条件を飲ませているため、誰も彼女の食事を止めることができない。昔食事を運ぶのを止めたカエルを食べてしまったことがある。
体が小さくなった際にも困るどころか「食べ物がなくならない」と喜んでいたが、廃棄くんを食べて食中毒になり、ようやく食事をやめることになった。
公爵さま
真っ白な髪、やせこけた貧相な顔がやや老けた印象を与える不健康そうな男性。
結婚式以来食べ続ける妻に悩んでいる愛妻家。胃が弱いが、なかなかしぶとく生きている。
亜莉子が追うシロウサギを目撃している数少ない人物。しかし要求を呑まないと情報を教えてくれないなど、性格は意外としたたかである。
カエル給仕
ウェイターとして「レストラン イナバ」にて働いているカエル。公爵夫人に食べ物をほぼ不眠不休で出し続けさせられている。
以前、料理を出す事を止めた仲間を公爵夫人に食べられてしまったことがある。ふっくらとした女の子がお好みの様子。
女王様と同じく、亜莉子にシロウサギを追うのを止めさせ、ずっと歪みの国に居てもらいたいと思っていた。
帽子屋
顔は見えないが、声からして15歳くらいの男の子。頭がすっぽり入る大きな帽子をかぶっている（製作者側いわく「頑張れば剥ぎ取ることも出来るが、たぶん泣く」）。
ネムリネズミと共にお茶会をしている。着ている服のサイズは自分よりもはるかに大きい。亜莉子曰く「子供が無理に大人の服を着てるみたい」。
選択肢次第では亜莉子によって薔薇に投げ込まれてしまったり、ネムリネズミにフォークを突き立てられたりと結構貧乏クジを引かされることも。ネムリネズミとはなんらかの力関係があるらしい。
ネムリネズミ
いつも寝ているネズミ。帽子屋と共にお茶会をしている。帽子屋には「ネムリン」と呼ばれる。亜莉子に優しく、亜莉子を助けようとする勇敢な一面も見せるが、睡魔に負けてしまう。よく寝ぼけてはケーキでなく帽子屋にフォークを突き立ててしまう。
ウミガメモドキ
首狩りの女王様が住むお城のコック。亜莉子のことを、料理人の「メアリ・アン」だと思っている。歌はあまり上手くない。
首を切断しようとしても素早く首を甲羅にしまってしまうため女王様には嫌われている。アリスの肉を使ったメニューを考えている。
時間くん
時間を操ることができる生き物。女王様の城の地下室に捕まっていたが、亜莉子に助けられる。
亜莉子には見えないが、ちょうど人間の「腸」にそっくりな姿をしているらしい。チェシャ猫は彼を見ることができ、会話も可能。かなりの悲観主義者である。
芋虫
緑色の寝袋に入った小人。
とあるエンディングに入る直前に登場する。亜莉子に「猫に騙されるな」と忠告を与えるものの、登場してすぐに潰される。選択肢によっては登場しない。
グリフォン
鷹の頭と翼、ライオンの体に蛇の頭が尻尾についた生き物に見えるが蛇の方が頭である。鷹の頭も意思はあるが、知能は低い。
蛇の方は温厚で、優しく話も通じるが、その一言は亜莉子を大いに戸惑わせた。
選択肢によっては姿を見ることができず、第6章でセリフのみが登場する。

## 各章
前編
Chapter 1　終わらない放課後
Chapter 2　狂騒のホテル　ブラン・リエーヴル
Chapter 3　見慣れた街の見慣れぬひとたち
Chapter 4　真夜中のお茶会
後編
Chapter 5　首切りの城
Chapter 6　赤と黒の迷宮
Chapter 7　まどろみの現し世
Chapter 8　狂宴のはて

## エンディング
NORMAL END
このEDを迎えた場合ほぼ全てにおいてアリスが死亡する、精神的異常をきたすなど、いわゆるバッドエンドとなっている（例外もある）。但しこのEDのいずれかになった場合は直前の選択肢を選びなおすことが可能である。
END1 「仲間はずれ」
END2 「幸せのブルー」
END3 「赤い猫」
END4 「僕のアリス」
END5 「無視の代償」
END6 「フードの中」
END7 「黒こげの天使」
END8 「暗闇の歌」
END9 「ヒトガタ」
END10 「ご褒美」
TRUE END
最終章まで迎えたエンディング。
五つのトゥルーエンドはそれぞれが繋がっている。
END11 「猫を連れて」
END12 「ウサギのお守り」
END13 「真実の横顔」
END14 「思い出の匂い」
END15 「微笑む男」

## 小説版
歪みの国のアリス
2014年8月19日にPHP研究所より刊行（著：狐塚冬里、イラスト：vient）。ISBN 978-4569819396
マルチエンディングゲームを一本道のストーリーにする必要から、原作の「NORMAL END」に相当する部分やストーリー進行上排他となる一部ルートは含まれていない。また「TRUE END」はエピローグとしてEND14「思い出の匂い」ベースの「side Kohei」とEND11「猫を連れて」ベースの「side Alice」に再編されている。それに伴い小説版には登場しない人物がいる。
早期購入特典として、小説版公式サイトから行けるメールフォームからアドレスと小説の内容に纏わる質問への解答を送信した読者に対し、原作ゲームのシナリオライターによるキャラクターメールが2014年11月から期間限定で配信された。
歪みの国のアリス 真夜中のお茶会
2023年6月22日にPHPジュニアノベル（PHP研究所）より刊行（著：狐塚冬里、イラスト：チェリ子）。ISBN 978-4569881171
歪みの国のアリス 不思議の国のほとり
2023年7月26日にPHPジュニアノベル（PHP研究所）より刊行（著：狐塚冬里、イラスト：チェリ子）。ISBN 978-4569881201
2014年発売の小説版を児童向けにして、副題をつけ分冊にした（「真夜中のお茶会」と「不思議の国のほとり」）。イラスト担当も変更。

## リメイク版
歪みの国のアリス〜アンコール
2015年12月22日にiOS/Android向けに基本無料ソフト（アイテム課金有）として配信された。『オズの国の歩き方』と同じように、1日に4枚配布される「緋色の羽根」を消費して節ごとに無料で読み進めていくことができる。
なお、ナイトメア・プロジェクトが2021年に「株式会社ナイトメアスタジオ」として独立した関係から、iOS版は2021年12月16日以前にダウンロードしたものと以後に配信されたものが同内容にもかかわらず別アプリの扱いとなっている。
フィーチャーフォン版からの変更点
- 背景・キャラクター立ち絵の画質向上
- フローチャート・エンドリストの完備
- セーブスロットの増加
- 「カーテンコール」として、番外編・キャラクターコラム・キャラクターコメンタリー（要課金）
- フィーチャーフォンの画面サイズの制約から字数の少ない表現にせざるを得なかった部分を小説版同様の本来の表現にした。

歪みの国のアリス〜REcollection（リコレクション）
2022年8月25日にNintendo Switch用ソフトとして発売された。Steam向けにも発売が予定されている。レーティングはIARC：16+。
iOS/Android版からの変更点
- 縦画面から横画面への変更
- BGMをリファイン
- テキストスキップ機能とオートプレイ機能を搭載
- 画像とムービーをギャラリーに追加
- キャラクターコラムは搭載されていない